# Rhypholophus phryganopterus
Rhypholophus phryganopterus là một loài ruồi trong họ Limoniidae. Chúng phân bố ở miền Cổ bắc.